# Gruppo Sportivo Hockey Trissino 1969
Questa voce raccoglie le informazioni riguardanti il Gruppo Sportivo Hockey Trissino nelle competizioni ufficiali della stagione 1969.

## Maglie e sponsor
| 1ª divisa |